# Šicí nit
Šicí nit je příze vhodná k šití.  
Šití je definováno (například v německé DIN 61400) jako úkon, při kterém se určitým způsobem vede šicí nit sešívanou látkou.
Podobné techniky, jako je vpichování nití u všívaných koberců (tufting) nebo proplétání netkaných textilií nitěmi, se nepovažuje za šití.

## Vlastnosti / jakostní ukazatelé
K nejdůležitějším patří:
- pevnost v tahu, v oděru a ve smyčce (např. pevnost v tahu dosahuje u bavlněných přízí 25 cN/tex a u syntetických multifilů více než 70 cN/tex)
- tažnost, stálost rozměrů, povrchová hladkost[1] [4]

## Výroba

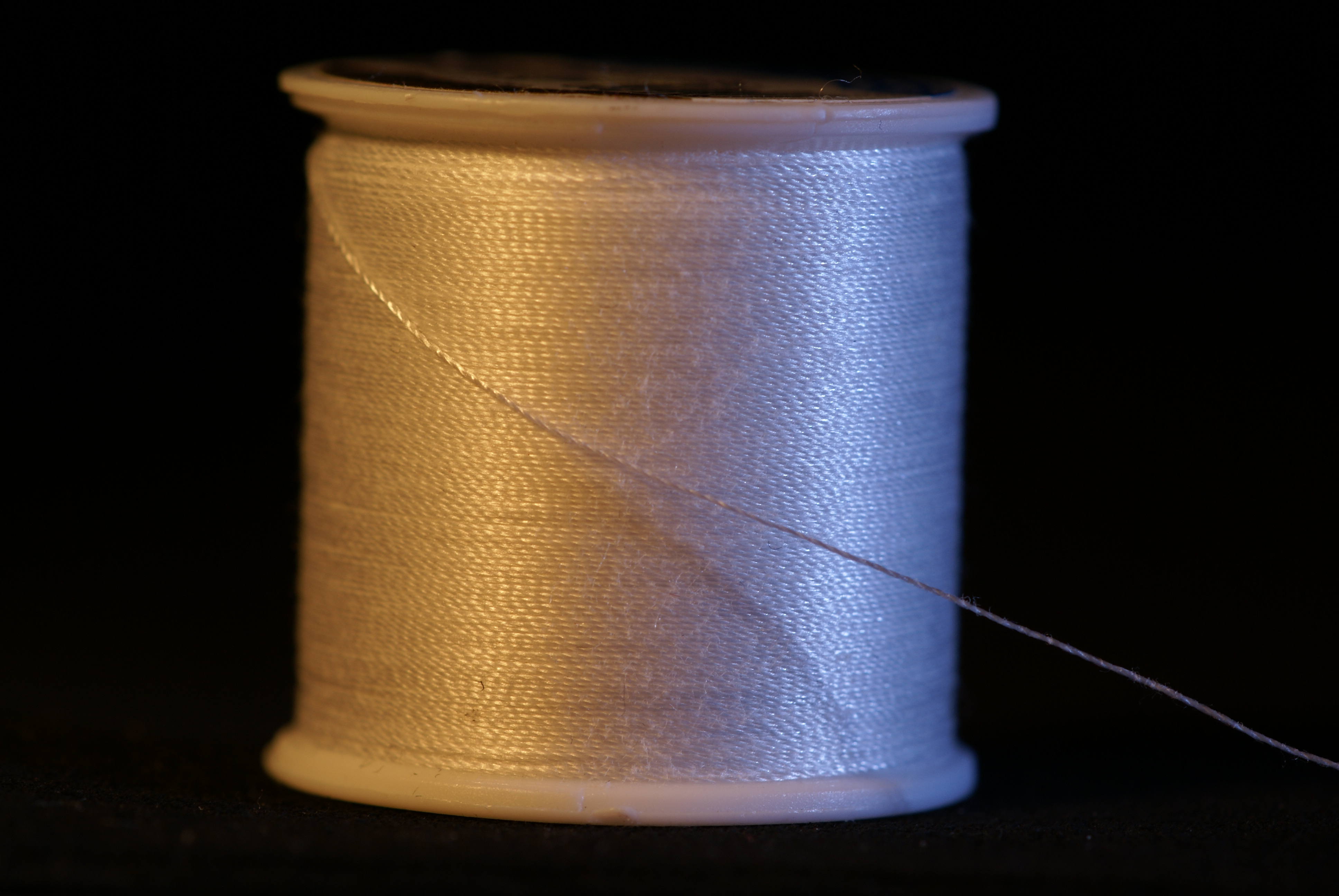
Dvojmo skaná jádrová příze na šití: 63 PES / 37 CO (jádro polyester / plášť mercerovaná bavlna)

### Materiál
- Většina šicích nití se vyrábí z polyesteru ve všech známých formách: multifil hladký, tvarovaný nebo opřádaný bavlnou, monofil, staplové příze předené vlnařským nebo bavlnářským způsobem
- Polyamid (včetně aramidu), elastan, polyakryl a teflon se používá na šicí nitě ke zvláštním účelům

Z přírodních vláken jsou stále významné
- Bavlna: k opřádání polyesterových multifilů a skaná bavlna k šití oděvů před barvením

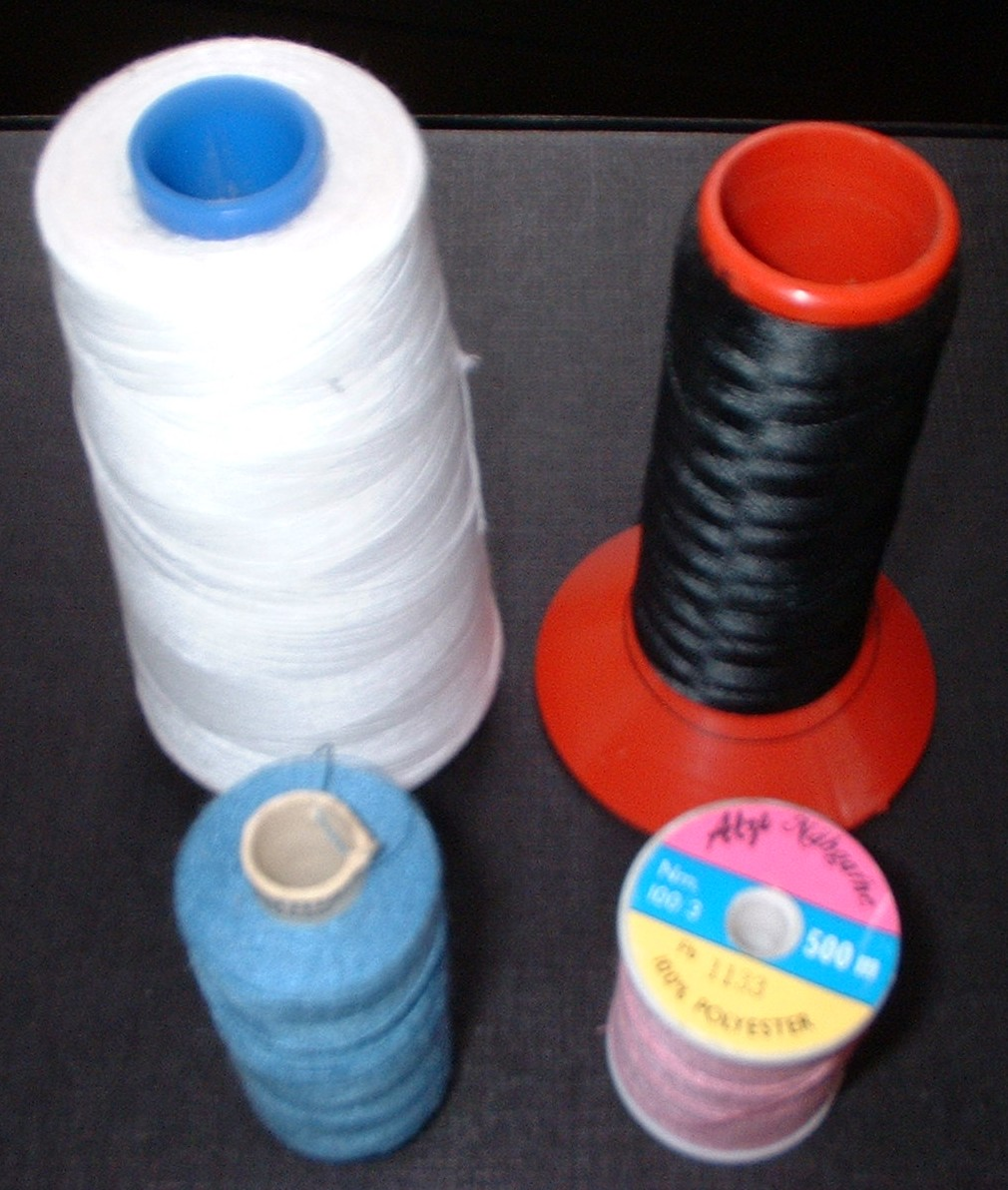
Cívky s nitěmi na šití

- Přírodní hedvábí:gréž i šapéCívky s nitěmi na šití [2]

### Postup výroby
- Většina přízí se ská ze tří nití, méně obvyklé jsou dvojmo skané a příze s vícenásobným družením (např. 2 x 3).
- Všechny staplové příze se požehují [5]
- Příze z bavlny a směsi s bavlnou se obvykle bělí a mercerují
- Všechny šicí nitě se barví (materiál na filamenty často ve vlákenné mase) a prochází lázní z tekutého vosku (zlepšení hladkosti). Výjimka: Monofily jsou často nebarvené, průhledné

Poslední výrobní stupeň je soukání na cívky různých formátů a velikostí (od 40 m nití pro domácí potřebu až po 50.000 m pro zpracování na konfekci).
Na snímku vpravo je vlevo dole válcová cívka, nad ní konická cívka s křížovým vinutím, vpravo dole kotoučová a nad ní cívka zvaná king.

## Označování šicích nití
Na každé cívce je označení s materiálovým složením a údajem o jemnosti příze. U převážné části šicích nití se jemnost stále ještě označuje v metrickém systému (Čm) (nahrazený u jiných přízí od roku 1964 systémem tex).
Na cívkách se najde buďto označení včetně počtu družených nití (čm 80 ze dvou nití je 80/2) nebo jen jednoduchá číslice (např. 120). Ve druhém případě se označení vždy vztahuje na jemnost trojmo skané příze, tedy celkové čm 40. Tato celková tloušťka může sestávat ze tří nití 120/3 nebo i ze dvou nití 80/2.

### Rozsah výroby a obchodu
V roce 2022 byl zaznamenán celosvětový prodej za cca 4,3 miliardy USD, na kterém se podílely nitě z bavlny s 3,5 % (151x106 USD).

## Použití

### Příklady použití běžných šicích nití
| Skupina výrobků      | Druh šicí niti a číslo jemnosti | Druh šicí niti a číslo jemnosti | Druh šicí niti a číslo jemnosti | Druh šicí niti a číslo jemnosti | Druh šicí niti a číslo jemnosti | Druh šicí niti a číslo jemnosti |
| Skupina výrobků      | Opředený PES a PES/CO (30-150)  | Multifil PES (6-200)            | PES textur. (100-250)           | PES/ Elastan (12-80)            | Multifil PA (20-80)             |                                 |
| Tkané oděvy          | X                               | X                               | X                               | X                               | --                              |                                 |
| Pletené oděvy        | X                               | --                              | X                               | X                               | --                              |                                 |
| Prádlo, plavky       | X                               | --                              | X                               | X                               | --                              |                                 |
| Vázanky              | X                               | X                               | --                              | --                              | --                              |                                 |
| Kožichy              | --                              | X                               | --                              | --                              | --                              |                                 |
| Kožené zboží, brašny | X                               | X                               | --                              | --                              | --                              |                                 |
| Bytové textilie      | X                               | X                               | X                               | --                              | X                               |                                 |
| Stany, plachty       | X                               | X                               | --                              | --                              | --                              |                                 |
| Boty                 | X                               | X                               | --                              | --                              | X                               |                                 |
| Airbagy              | --                              | --                              | X                               | --                              | X                               |                                 |
| Neprůstřelné vesty   | X                               | X                               | --                              | --                              | --                              |                                 |
| Vnitřní vybavení aut | --                              | X                               | --                              | --                              | X                               |                                 |

### Použití pro zvláštní účely
- Bavlna: tzv. surová konfekce (textilie, které se barví až po ušití)
- Aramid: technické textilie (airbagy, ohnivzdorné oděvy, pracovní rukavice, bezpeč. boty, filtry)
- Přírodní hedvábí: elastické stehy, knoflíkové dírky, kožené zboží, kožichy
- Polyesterový multifil obalený stříbrnou nebo zlatou stužkou: zdobné nitě
- Teflon: textilie rezistentní proti chemikáliím[2]

Příklady průměrné spotřeby nití:
| Výrobek | Spotřeba (m)' | Výrobek            | Spotřeba (m) |
| Košile  | 70 - 90       | Spodní prádlo      | 80 - 100     |
| Sukně   | 100 - 200     | Šaty               | 130 - 180    |
| Kalhoty | 250 - 350     | Tepláková souprava | 170 - 250    |
| Plášť   | 250 - 300     | Boty               | 20 - 40      |